# Підлубний Віталій Миколайович
Віта́лій Микола́йович Підлу́бний (18 грудня 1983 — 30 липня 2014) — солдат Збройних сил України, учасник російсько-української війни.

## З життєпису
Народився 1983 року в селі Бране Поле (Богуславський район, Київська область). Закінчив Бранепільську загальноосвітню школу; 2002 року — Богуславське ВПТУ сфери послуг — за спеціальністю кухар. Проходив строкову військову службу в лавах ЗСУ.
27 березня 2014-го мобілізований Миронівсько-Богуславським об'єднаним районним військовим комісаріатом. Старший механік — водій, 72-а окрема механізована бригада. З травня 2014-го брав участь у боях на сході України.
Ввечері 9 липня 2014 року колона військової техніки ЗСУ проходила неподалік с. Дмитрівка Шахтарського району Донецької області. Близько 21:30 БМП-2, в якій перебував Віталій, підірвалася: спрацював вибуховий пристрій, встановлений на маршруті руху колони. Внаслідок вибуху загинули сержант Павло Висоцький та молодший сержант Олег Мосійчук, а Віталій отримав важке поранення. Майже три тижні лікарі в шпиталі боролися за його життя. Проте 30 липня 2014 року Віталій від завданих поранень помер.
Похований у селі Бране Поле Богуславського району.
Без Віталія лишились донька, сестра та батьки.

## Нагороди та вшанування
- 14 листопада 2014 року за особисту мужність і героїзм, виявлені у захисті державного суверенітету та територіальної цілісності України, вірність військовій присязі під час російсько-української війни, відзначений — нагороджений орденом «За мужність» III ступеня.
- Рішенням № 24-02-VII сесії Бранепільської сільської ради VII скликання від 25.12.2015 р. вулиця Червоноармійська перейменована у вулицю Віталія Підлубного
- На будівлі Бранепільського НВК встановлено меморіальну дошку Віталію Підлубному.[1]